# 西塞尼卡 (紐約州普查規定居民點)
西塞尼卡（英語：West Seneca）是位於美國紐約州伊利縣的普查規定居民點。

## 人口
根據2020年美國人口普查的數據，西塞尼卡的面積為55.53平方千米，當中陸地面積為55.39平方千米，而水域面積為0.14平方千米。當地共有人口45500人，而人口密度為每平方千米819.38人。